# پرتره بانویی در آتش
پرترهٔ بانوی سوزان (فرانسوی: Portrait de la jeune fille en feu‎، پرترهٔ دختر جوانی در آتش) فیلمی در ژانر درام تاریخی به کارگردانی و نویسندگی سلین سیاما و با بازی نوئمی مرلان و آدل انل است که در تاریخ ۱۹ سپتامبر ۲۰۱۹ در سینماهای فرانسه اکران شد. داستان فیلم که در قرن هجدهم میلادی می‌گذرد روایتگر رابطهٔ ممنوعه‌ای میان دختری اشراف‌زاده و زنی نقاش است که به تهیهٔ پرتره‌ای از چهرهٔ وی گماشته شده‌است.
پرترهٔ بانوی سوزان برای رقابت در بخش مسابقهٔ اصلی جشنواره کن ۲۰۱۹ انتخاب شد و توانست جوایز بهترین فیلمنامه و نخل دگرباشی را از آن خود کند. این در حالی‌ است که پیش از آن هیچ فیلمی به کارگردانی یک زن نتوانسته بود جایزهٔ اخیر را تصاحب کند. این فیلم همچنین نامزد جایزهٔ بهترین فیلم خارجی‌زبان در مراسم‌های گلدن گلوب، ایندیپنت اسپیریت و منتخب منتقدان شده‌است. هیئت ملی بازبینی فیلم نیز، پرترهٔ بانوی سوزان را در میان بهترین فیلم‌های سال ۲۰۱۹ خود قرار داده‌است. در این فیلم هیچ شخصیت مردی بازی نکرده است و تمام بازیگران زن هستند.

## خلاصهٔ داستان
در اواخر قرن هجدهم، ماریان که نقاش زن جوانی‌ست، به شاگردانش نقاشیِ چهره درس می‌دهد. یکی از شاگردانش نام تابلویی که بی‌اجازه در کارگاه آورده‌است را از او می‌پرسد، که ماریان آن را همنام با عنوان فیلم، «پرترهٔ بانوی سوزان» ذکر می‌کند.
پس از این صحنه، فیلم به چندین سال قبل بازمی‌گردد. ماریان سوار بر قایقی به جزیره‌ای در برتاین می‌رسد. او از سوی زن بیوه‌ای برای نقاشی چهرهٔ دخترش، با نام الوئیز که قرار است با اشراف‌زاده‌ای در میلان ازدواج کند، گماشته شده‌است. ماریان از زبان ملازم و خدمتکار خانه، باخبر می‌شود که پیش از این نقاش مردی تلاش کرده‌است پرترهٔ الوئیز را نقاشی کند، اما او به دلیل مخالفتش با این ازدواج، از ژست گرفتن برای نقاش پیشین امتناع ورزیده. ماریان به توصیهٔ مادر الوئیز، تظاهر می‌کند که هم‌صحبت الوئیز است و عصرها با او در حوالی خانه و لب دریا قدم می‌زند، در حالی که سعی می‌کند جزئیات چهرهٔ او را به یاد بسپارد و پرتره‌ای از او بکشد تا برای آن اشراف‌زادهٔ میلانی ارسال کنند.

## روند تولید

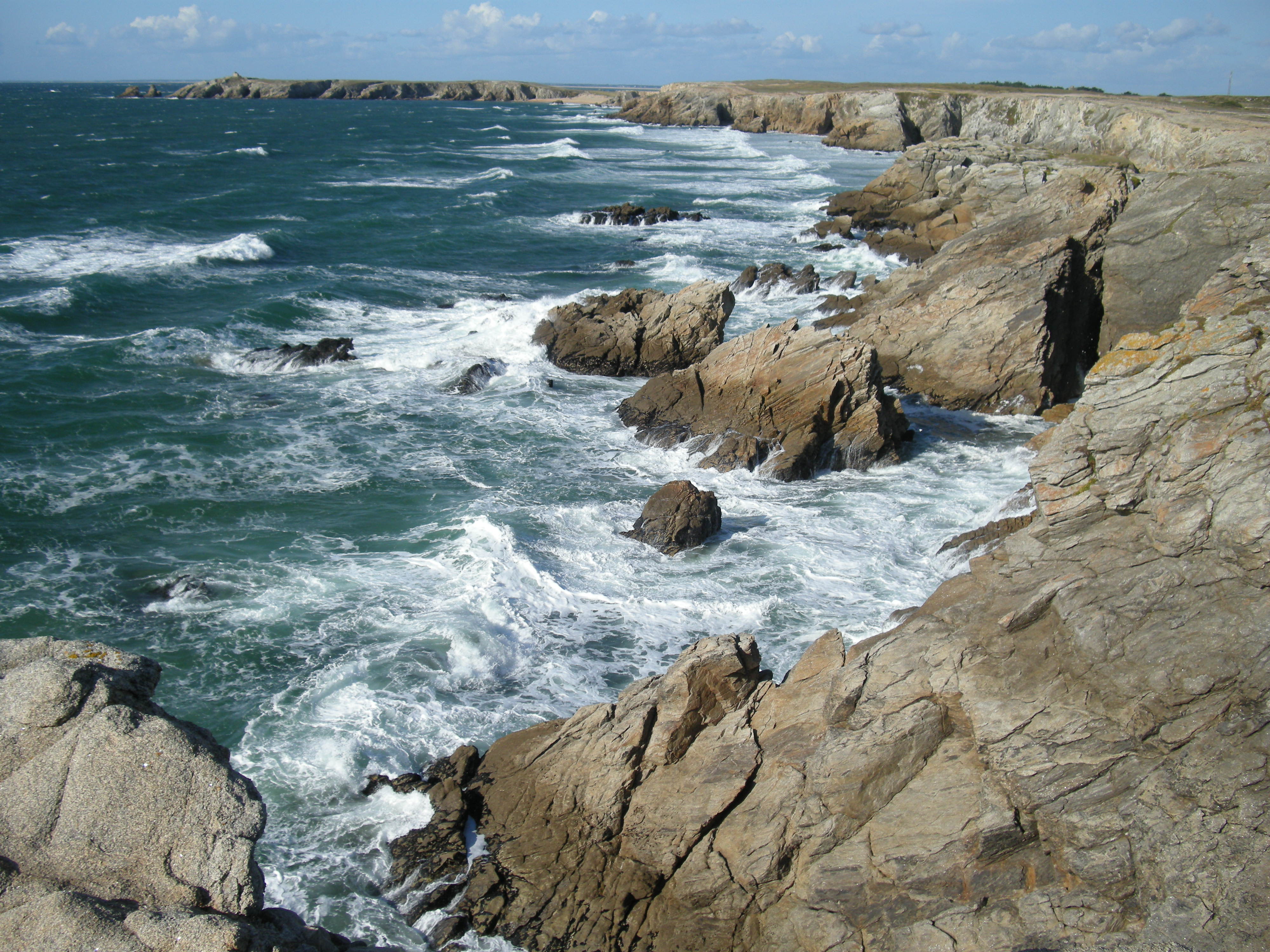
پرتره بانویی در آتش

تصویربرداری فیلم در ماه اکتبر سال ۲۰۱۸ آغاز شد و پس از ۳۸ روز به پایان رسید. مکان‌هایی که در آن‌ها کار فیلمبرداری انجام شده‌اند، برای صحنه‌های خارجی، بخش سن-پی‌یر-کیبورن واقع در استان برتاین، و برای صحنه‌های داخلی، قلعه‌ای تاریخی در بخش لا-شاپل-گوتی‌یر است.

## بازیگران
- نوئمی مرلان در نقش ماریان
- آدل انل در نقش الوئیز
- لوآنا باجرامی در نقش سوفی
- والریا گولینو در نقش کنتس (مادر الوئیز)

## بازخوردها
پرترهٔ بانوی سوزان در وبسایت راتن تومیتوز، با بازخورد بسیار مثبت ۹۷درصدی از سوی ۱۴۶ منتقد و در وبسایت متاکریتیک نیز با بازخورد مشابهی، یعنی ۹۵درصدی از سوی ۲۹ منتقد مواجه شده‌است.